# Wijken en buurten in Goedereede
De voormalige Nederlandse gemeente Goedereede (sinds 2013 deel van de nieuwe gemeente Goeree-Overflakkee) is voor statistische doeleinden onderverdeeld in wijken en buurten. De voormalige gemeente is verdeeld in de volgende statistische wijken:
- Wijk 00 Goedereede (CBS-wijkcode:051100)
- Wijk 01 Ouddorp (CBS-wijkcode:051101)
- Wijk 02 Stellendam (CBS-wijkcode:051102)

Een statistische wijk kan bestaan uit meerdere buurten. Onderstaande tabel geeft de buurtindeling met kentallen volgens het Centraal Bureau voor de Statistiek (2008):
| CBS-buurtcode | Buurtnaam                    | Inwonertal | Opp. totaal (ha) | Opp. land (ha) | Ligging                |
| ------------- | ---------------------------- | ---------- | ---------------- | -------------- | ---------------------- |
| BU05110000    | Woonkern Goedereede          | 1700       | 73               | 71             | Locatie in de gemeente |
| BU05110001    | Goedereede-Havenhoofd        | 300        | 34               | 34             | Locatie in de gemeente |
| BU05110009    | Verspreide huizen Goedereede | 30         | 818              | 814            | Locatie in de gemeente |
| BU05110100    | Woonkern Ouddorp             | 4390       | 293              | 292            | Locatie in de gemeente |
| BU05110101    | Oudeland                     | 200        | 82               | 82             | Locatie in de gemeente |
| BU05110102    | Westnieuwland                | 70         | 51               | 51             | Locatie in de gemeente |
| BU05110103    | Oudenieuwland                | 190        | 167              | 167            | Locatie in de gemeente |
| BU05110104    | Horrelshoogten               | 530        | 18               | 18             | Locatie in de gemeente |
| BU05110105    | Oostdijk                     | 160        | 58               | 58             | Locatie in de gemeente |
| BU05110109    | Verspreide huizen Ouddorp    | 570        | 3191             | 3146           | Locatie in de gemeente |
| BU05110200    | Woonkern Stellendam          | 3290       | 119              | 116            | Locatie in de gemeente |
| BU05110209    | Verspreide huizen Stellendam | 170        | 2402             | 2271           | Locatie in de gemeente |